# Marcel Jamagne
Pour les articles homonymes, voir Jamagne (homonymie).
Marcel Jamagne (nom de naissance : Marcel Georges Henri Jamagne), né le 17 novembre 1931 à Etterbeek (Belgique) et mort le 30 septembre 2015 à Orléans,, est un pédologue français.

## Biographie
Il a reçu une formation d’ingénieur des Eaux et Forêts et il est titulaire d'un doctorat ès sciences de l'université de Gembloux.
Il est, en collaboration avec Jean Hébert, le rédacteur de la première carte pédologique des sols au 1/25 000e levée en France, celle du département de l'Aisne, de 1962 à 1972.
Il fut correspondant national, en 1987, de l'Académie d'agriculture de France. Il en devint membre titulaire en 1994.

## Distinctions
- Chevalier de la Légion d'honneur[7]
- Officier du Mérite agricole[7]

## Publications
- « Introduction à une étude pédologique dans la partie Nord du Bassin de Paris », in Pédologie, vol. 14-2, 1964, p. 228-342.
- « Flore, végétation et sols aux confins de la Picardie, de l'Ile-de-France et de la Champagne », avec Marcel Bournérias, in Bulletin de la Société royale de botanique de Belgique, 1966, t. 99, p. 127-187.
- Contribution à la connaissance de quelques sols sur limon lœssique du Nord de la France : étude micromorphologique, mémoire de licence, Université de Gand, 1966, 149 p.
- Bases et techniques d'une cartographie des sols, Institut national de la recherche agronomique, 1967, vol. 1, & vol. 2, 142 p.
- Comparaison micromorphologique de quelques sols sur limon du bassin parisien, avec Nicolas Fedoroff, mémoire hors-série de la Société géologique de France, 1969, t. 5, p. 8-30.
- Interprétation pédologique de quelques coupes et profils limoneux dans le nord du Bassin de Paris, avec J. Maucorps, J.-C. Begon, L. Mathieu & P.-M. Cruciani, mémoire hors-série de la Société géologique de France, 1969, t. 5,
- Données sur l'évolution pédogénétique des formations limoneuses en Europe Occidentale, mémoire hors série de la Société géologique de France, 1969, t. 5, p. 37-52.
- « Sols et paléosols sur lœss dans le nord de la France : et du Quaternaire dans le monde » dans 8e congrès de l'INQUA, 1969, t. 1, p. 359-372.
- « Contribution à l'étude de la stratigraphie des lœss dans le Nord-Est du Bassin de Paris : quelques observations dans le Marlois », avec Clément Mathieu, Bulletin de l'AFEQ, 1969, t. 4, p. 209-233.
- « Contribution à l'étude pédologique et agronomique des sols argileux du Bassin Parisien : la Haute-Brie », avec L. Bliet & J.-C. Rémy, in Annales agronomiques, 1970, vol. 21-2, p. 119-147.
- « Some micromorphological aspects of soils developed in loess déposit of Northen France », dans Comptes rendus du 3rd International Meeting on soil micromorphology, Wroclaw, 1969, p. 559-582.
- « Quelques caractéristiques fondamentales des paléosols sur lœss du Nord de la France », in Pédologie, vol. 22, 1972, p. 198-221.
- Contribution à l'étude pédogénétique des formations lœssiques du Nord de la France, thèse doctorale en sciences agronomiques, faculté des sciences agronomiques de Gembloux, 1972, 475 p.
- « Illuviations primaire et secondaire dans les sols lessivés sur matériaux limoneux : micromorphologie et microanalyse élémentaire », avec C. Jeanson, dans les actes du 5th International working Meeting on soil micromorphology de Grenade, 1978, vol. 1, p. 935-965.
- Les processus pédogénétiques dans une séquence évolutive progressive sur les formations limoneuses en zone tempérée froide et humide, Comptes-rendus de l'Académie des Sciences, 1978, vol. 286-D, p. 25-27.
- Les phénomènes de migration et d'accumulation des particules au cours des phénomènes de pédogénèse sur les formations limoneuses du nord de la France : essai de caractérisation du processus de « lessivage », avec G. Pedro, dans les Comptes-rendus de l'Académie des sciences, 1981, t. 292, p. 1329-1333.
- « Préliminaires à une synthèse sur les variations sédimentologiques des lœss de la France du Nord-Ouest dans leur cadre stratigraphique et paléogéographique », avec J.-P. Lautridou & J. Sommé, dans le Bulletin de la Société géologique de France, 1981, t. 7, vol. 23-2, p. 143-147.
- « Mineralogy of clay fractions of some soils on loess in northern France », avec F. De Coninck, M. Robert & J. Maucorps, in Géoderma, 1984, vol. 33, p. 319-342.
- « Données sur la composition des argilanes en régions tempérées et continentales », avec C. Jeanson & M. Eimberck, in Congress Soil Micromorphology, Paris, 1987, p. 279-287.
- « Évolution dans les conceptions de la cartographie des sols », in Pédologie, 1993, vol. XLIII, n° l, p. 59-115.
- Grands paysages pédologiques de France, avec Micheline Eimberck & Sacha Desbourdes, Éditions Quae, 2011, 536 p. + 1 cédérom.